# HD 171978
HD 171978，又名BD-00 3521，SAO 142444、HR 6993，是一颗恒星，视星等为5.75，位于銀經31.08，銀緯2.94，其B1900.0坐标为赤經18h 32m 27.6s，赤緯-0° 2.94′ 37″。